# الأخوات البيض

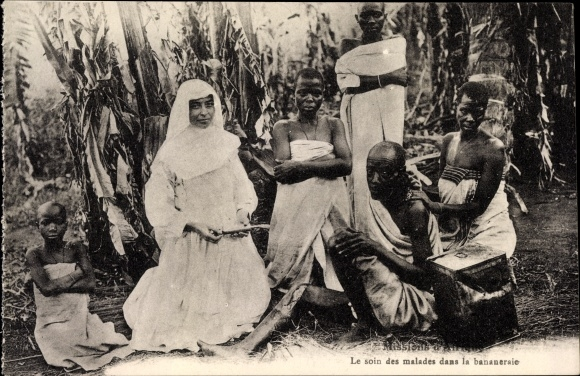
راهبة في افريقية

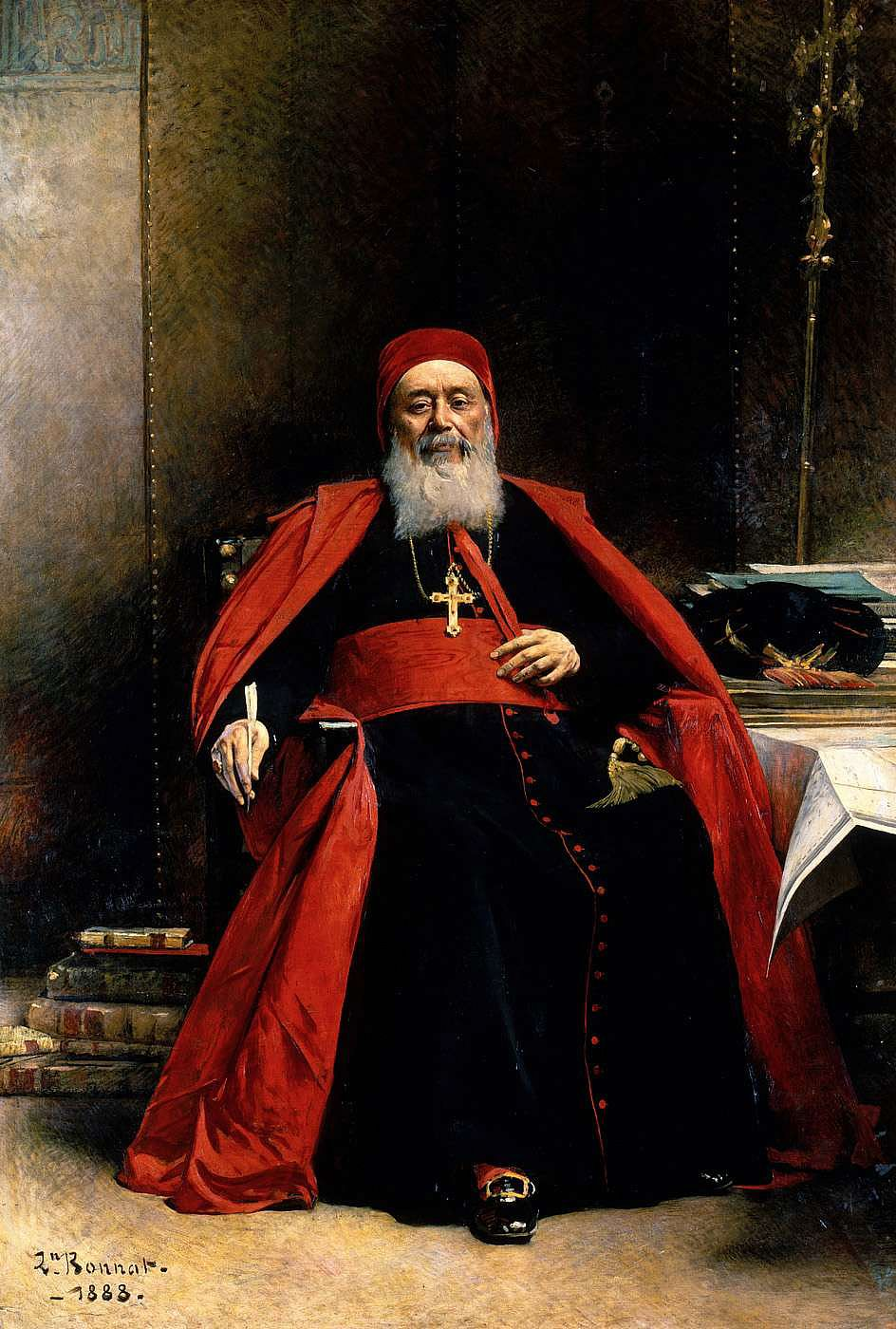
شارل مارسيال لافيجري صاحب الفكرة

«الأخوات البيض» أو الراهبات الإرساليات لسيدة إفريقيا ، هن نساء يشكلن مجمعًا دينيًا تنصيريا، أسسه عام 1869 المونسنيور لافيجيري، رئيس أساقفة الجزائر العاصمة. على غرار تنظيم الآباء البيض تتواجد في 28 دولة، بما في ذلك 15 دولة أفريقية، وتعمل بشكل رئيسي مع النساء والأطفال. إنهن ينشرن، ويعلمن، ويعتنين، ويقدمن الخدمات للفئات الأكثر حرمانًا. إنهن يدعمن النساء الأفريقيات في الكفاح من أجل كرامتهن.

## تاريخ
في عام 1866، كان على المطران لافيجيري، أسقف نانسي، أن يختار بين أبرشية ليون وأبرشية الجزائر. جعلته حماسه الرسولي يفضل مدينة الجزائر ، حيث وصل في مايو 1867. وبسبب قلقه من تحول الشعوب الأفريقية، اعتبر الجزائر "بابًا مفتوحًا لقارة تضم 200 مليون نسمة ". في عام 1868 أسس جمعية الإرساليات في إفريقيا، المعروفة باسم "الآباء البيض"، وفي عام 1869، أسس راهبات الإسبتالية الزراعية، اللائي سرعان ما أصبحن الراهبات الإرساليات لسيدة إفريقيا، أو "راهبات إفريقيا". ".
لا تزال التعليمات التي أعطاها لهاتين المؤسستين التبشيرية سارية المفعول حتى يومنا هذا:
- تعلم لغة الأشخاص الذين يرحبون («أتمنى، [...] في موعد أقصاه ستة أشهر بعد وصول البعثة، أن يتحدث جميع المبشرين فيما بينهم فقط لغة القبائل التي يقيمون في وسطها»)؛[5]

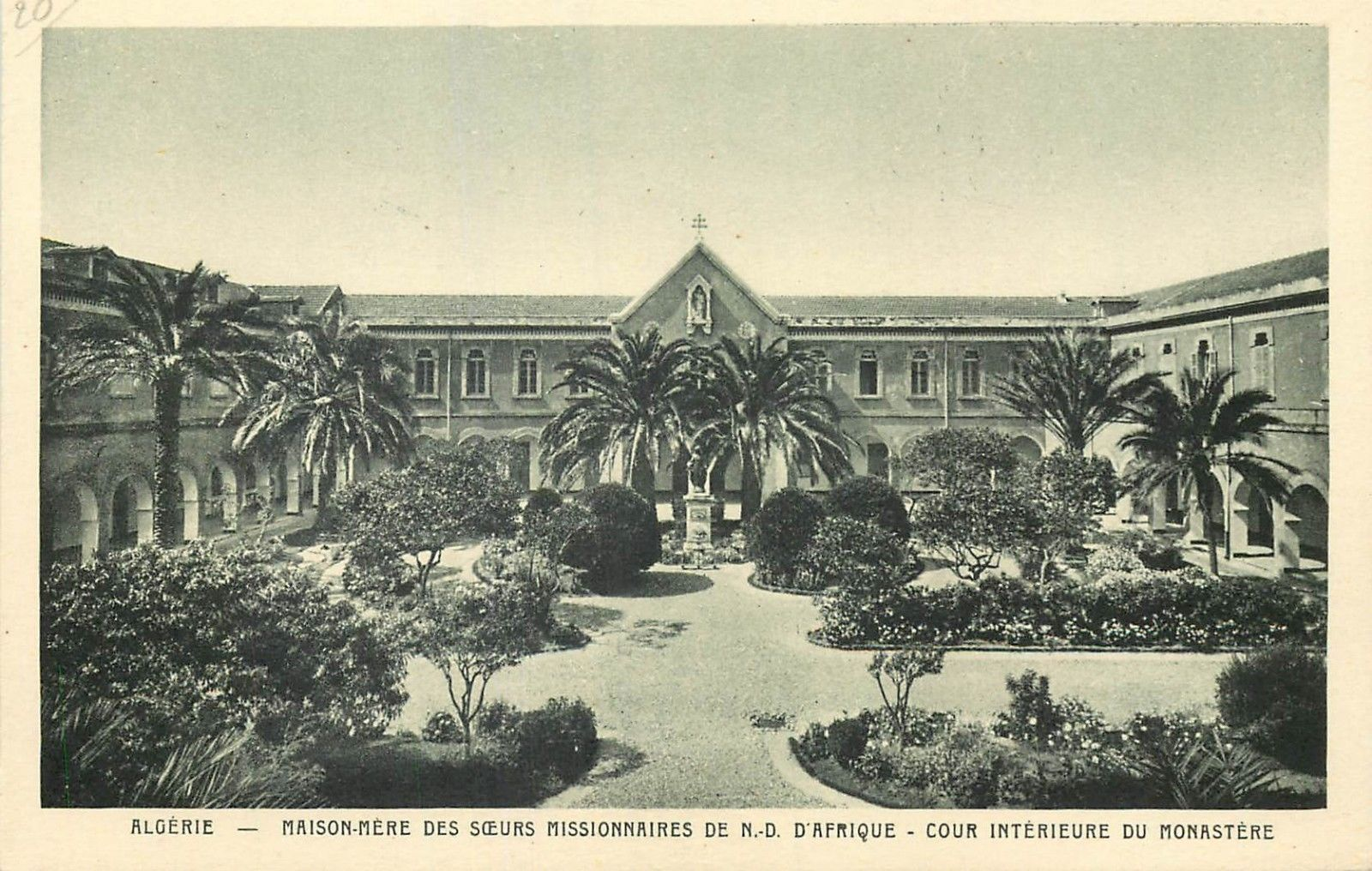
مقر اقامة الاخوات البيض في الجزائر (مدينة)

- مقر اقامة الاخوات البيض في الجزائر (مدينة)التقرب من الناس من خلال اطعامهم وايوائهم والباسهم. أعطى تشارلز لافيغيري مبشرينه الثوب الأبيض لسكان الجزائر، مما أكسبهم ألقاب «الاباء البيض» و «الأخوات البيض».

### تاسيس
في عام 1867، تسببت الكوليرا والمجاعة في وفاة 110 آلاف شخص في الجزائر. فتح لافيجري دور الأيتام. ورحب مقره في Maison-Carrée (الحراش حاليا)، الذي تم إنشاؤه عام 1869، بالأولاد الكبار. انشا واحد في بن عكنون، في الضواحي الغربية للجزائر العاصمة، واستهدف الفتيان والفتيات الأصغر سنا. وبسبب ضيق المساحة، تم نقل هذا الأخير إلى عقار كبير في القبة جنوب شرقي المدينة. احتاجت المياتم إلى راهبات لضمان الكفاف والإشراف. لذا قرر لافيجيري أن يؤسس جماعة من الأخوات. أرسل الأب لو موف، وهو كاهن من أبرشيته، لتجنيد متطوعين في بريتاني. لبت ثماني فتيات صغيرات النداء. في 9 سبتمبر 1869، تم الترحيب بالنساء البريتانيات الثماني في القبة، في ما أصبح في ذلك اليوم دير الراهبات الزراعية المضيافات  لقد تمت تهيئة 150 هكتارا بالفعل. وتتمثل مهمتهن في زراعة الأرض والعناية بالكروم وتربية الماشية من أجل توفير نفقات إعالة 340 شخصًا من سكان دار الأيتام سانت تشارلز الموجودة في المزرعة والمرتبطة بديرهم. وصلت فتيات أخريات من فرنسا وبلجيكا. في 25 سبتمبر، كان هناك 22 متطوعا. يبدأ أول مبتدئ في 10 نوفمبر. يتم توفير تكوين المبتدئين أولاً من قبل راهبات المحبة في سان شارل دي نانسي (القديس شارل من نانسي)، ثم تولت راهبات خدمة كنيسة السيدة الأفريقية. بدأت المهن الأولى في 30 أبريل 1871. وفي نفس العام، تم إرسال مجموعة أولى من الأخوات إلى الأغواط في الصحراء الجزائرية.

### الام ماري-سالومي
أيضًا في عام 1871، تم افتتاح دار استقبال للمتطوعات، في مقاطعة الارديش الفرنسية. في أكتوبر، تم الترحيب بالاخت ماري رينيه رودو، المولودة عام 1847 في غيسيني. في يناير 1872، وصل خمسة مبعوثين إلى سان شارل. من بينهم ماري رينيه رودوت. في 23 يونيو، تلقت عادة البيض لدى المبتدئين وأصبحت الأخت ماري سالومي

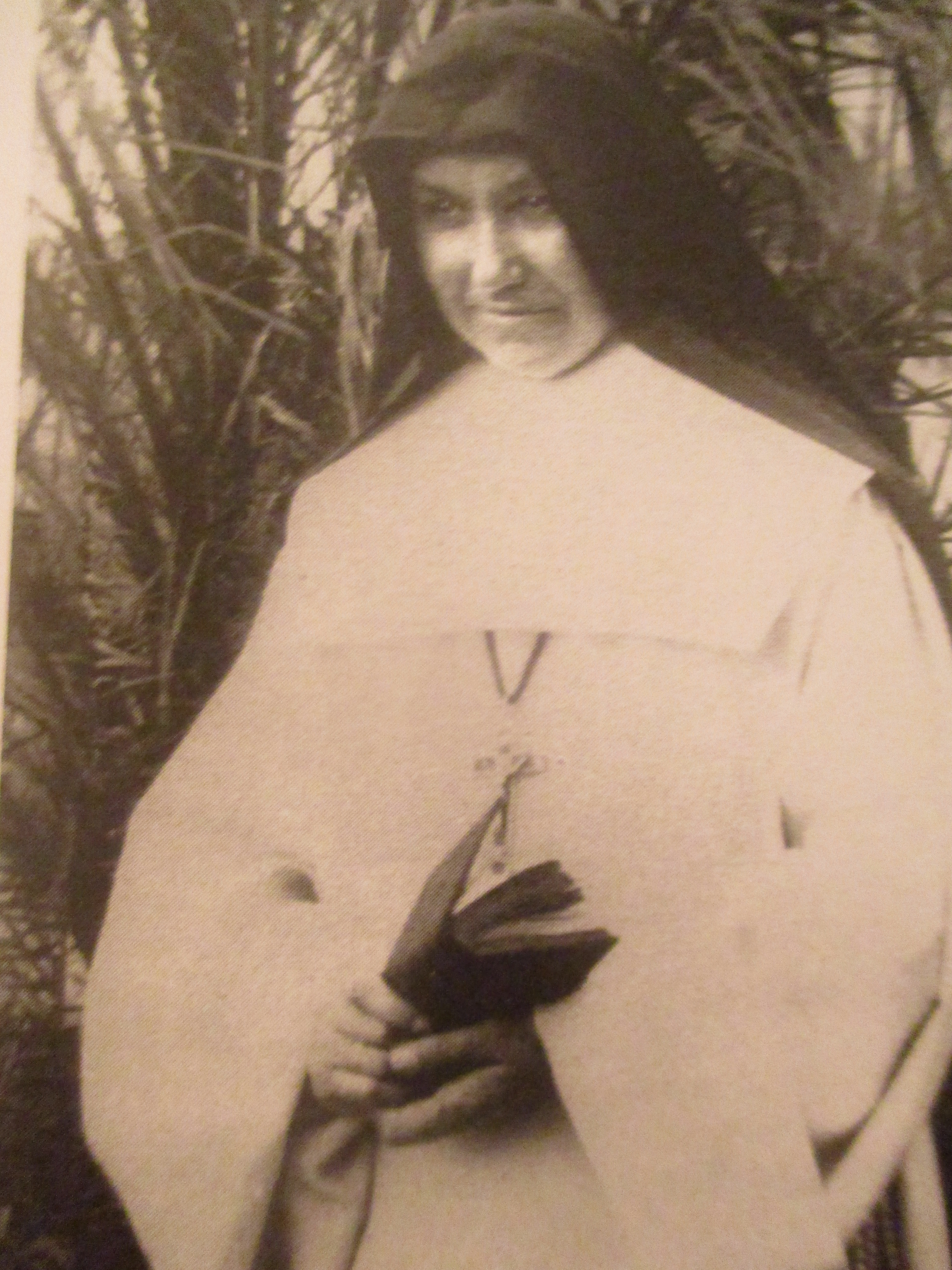
الام ماري سالومي في الجزائر

. في العام التالي، قدمت نذورها الأولى. في عام 1874، أُرسلت إلى Saint-Cyprien des Attafs. أسس لافيجيري هذه القرية قبل ست سنوات، في وادي تشليف، لضمان مستقبل الأيتام واليتيمات، اللذين تزوجوا من بعضهم البعض: حصل كل زوج على منزل وقطعة أرض وزوج من الثيران.ارشدت الأخوات بدايات هؤلاء المزارعين، واهتممن بالنساء والأطفال في المناطق المحيطة. في عام 1873، تم افتتاح مستشفى سانت إليزابيث المعروف باسم «مستشفى العرب» في القرية. في عام 1877، انتقلت الأخت ماري سالومي مع اثنين من رفاقها من الآباء البيض نحو واضية في منطقة القبايل لتأسيس مجتمع من النساء هناك. في عام 1879، عادت إلى سان سيبريان. أصبحت رئيسة البعثة، التي كانت مسؤولة عن هذه المنطقة، والمستشفى والقرية المجاورة سانت مونيك

### الفشل واعادة الإطلاق
في نفس العام 1879، وضع المطران لافيجيري تقريرًا عن الفشل. بالتأكيد، ازداد عدد الأخوات البيض.اظهرن أنفسهن على أنهن رائدات مملوءات بالشجاعة. لكنهن قادمات من العالم الريفي لذا افتقرن إلى التعليم. قليلات هن القادرات على التدريس، والقليل منهن قادر على تولي المسؤوليات والإشراف على الصغار. يفقد رئيس الأساقفة الثقة في مستقبل المصلين. اغلق المركز. ترك للراهبات حرية الاختيار بين البقاء أو السفر اختارت اغلبية الراهبات للعودة إلى فرنسا المحلية.بينما فضلت الأم ماري سالومي البقاء.
بعد ذلك بعام، منح رئيس الأساقفة محاكمة: يمكن أن يفتح المركزفي أكتوبر 1880 في بوزريعة، في الضواحي الغربية للجزائر العاصمة، مع اثنين فقط من الرسامين. كانت الام ماري سالومي مديرة لهم.
بعد ذلك بعامين، في عام 1882، كان هناك 25 مبتدئًا، وأصبحت الأم ماري سالومي أول رئيسة عامة للراهبات الإرساليات لسيدة الأفريقية  (كان رئيس الأساقفة حتى ذلك الحين يتولى منصب الرئيس العام ).
ومع ذلك، فإن شكوك المطران لافيجيري، الذي أصبح كاردينالًا، لم تُثر. في عام 1885، أعد مرسومًا بحل المصليين، ليصبح ساري المفعول في العام التالي. التقت الأم ماري سالومي بالأسقف في 16 أبريل، وحاولت دون جدوى تغيير قراره.

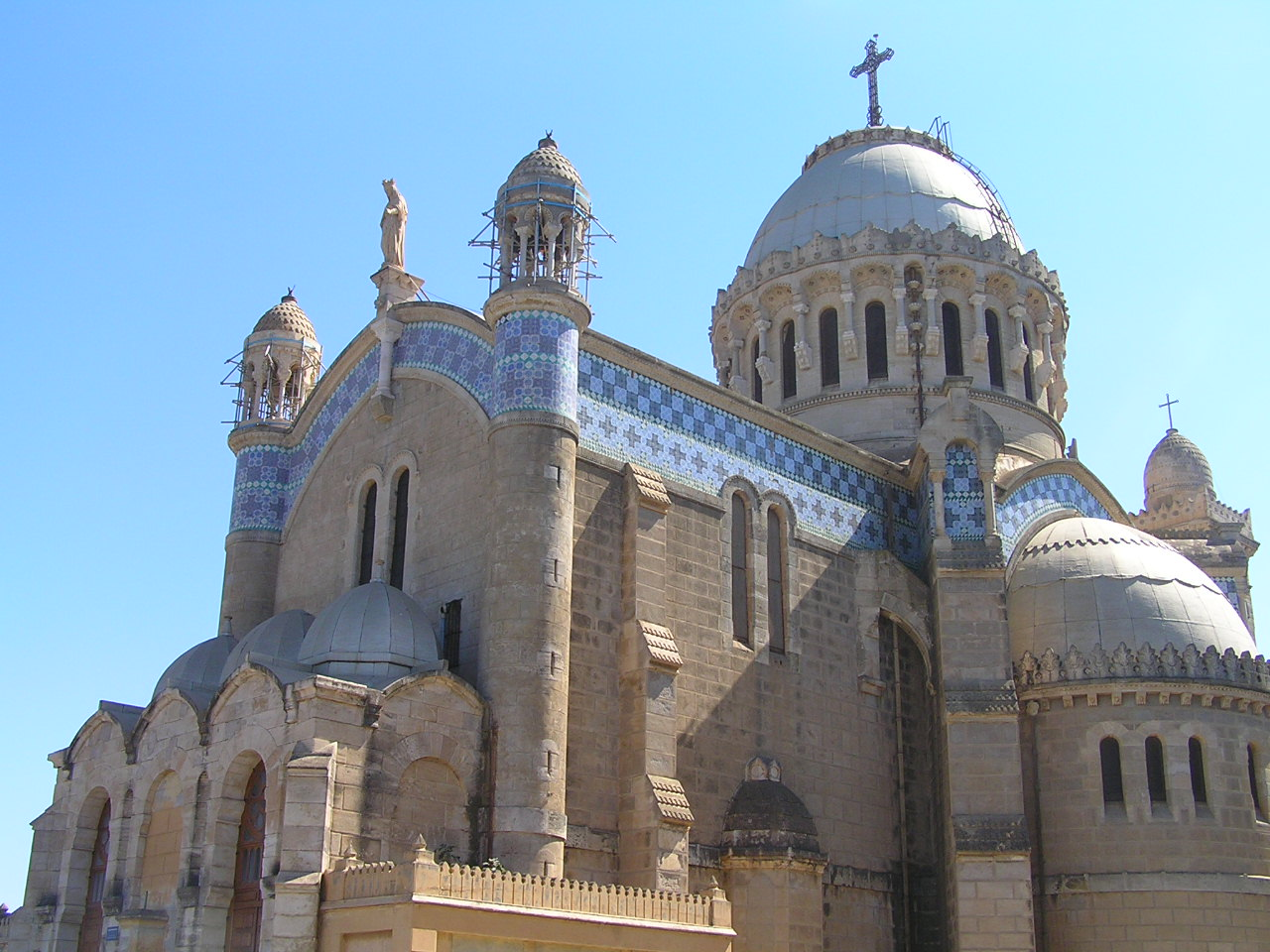
السيدة الإفريقية الكنيسة التي تحميها الاخوات البيض

ووجدت لاحقًا وسيطا مقنعًا هو رئيس الأساقفة المساعد، المونسنيور بروسبر أوغست دوسيري. على مدى الأشهر، تردد الكاردينال، انتهى به الأمر إلى الاقتناع. والتراجع عن حل الجماعة.

### التوسع في افريقيا جنوب الصحراء
انضمت فتيات من فرنسا وهولندا وكندا والمانيا وبلجيكا إلى هذا التنظيم الديني التنصيري حصريا. انتقل نشاطهن من شمال افريقيا إلى افريقيا جنوب الصحراء. استقرت الاخوات البيض في تنزانيا عام 1894 . في الكونغو عام 1895 . في السودان الفرنسي عام 1897 وفي اوغندا عام 1899 ... افتتحن اولى المدارس وأول المستوصفات. وتم قبول اعمالهم من طرف المجلس المقدس في 14 ديسمبر 1903 . شاركت الاخوات البيض في إنشاء ازيد من 20 منظمة دينية أفريقية -غالبًا بمبادرة من نواب أو أساقفة رسوليين. تأسست أول جماعة محلية في عام 1903، في سومباوانجا، في تنزانيا الحالية. وُلدت الأخرى في أوغندا ورواندا والكونغو وزامبيا وبوروندي وملاوي وبوركينا فاسو ومالي وغانا وكينيا. في الأيام الأولى، كان الرؤساء العامون والمعلمات المبتدئات وأمناء الخزانة من جنسيات أوروبية أو كندية الا ان الأفريقيات انضممن اليهن في وقت لاحق.اكتسبت كل جماعة استقلاليتها. من المؤكد أن حالة فريدة، في تاريخ الكنيسة، تتعلق بتجمع ديني أنجبت 22 آخرين. وهكذا اتبعت الأخوات البيض تعليمات مؤسسهن، الكاردينال لافيجيري، الذي طلب منهن تأسيس الكنيسة المحلية مع احترام ثقافة الأشخاص الذي يقومون بتنصيره .

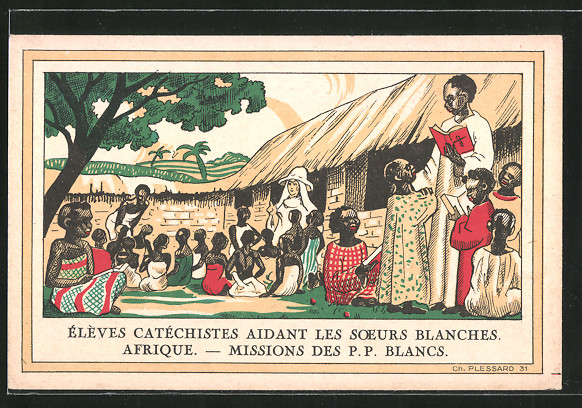
رسم يمثل عملية تنصير في دولة أفريقية

تقاعدت الأم ماري سالومي من مسؤوليتها في عام 1925. وتوفيت في عام 1930 في سان شارل في القبة . في عام 1966، وصل عدد الاخوات إلى اعلى عدد مع 2163 راهبة. لقد ساهمن في تأسيس أربع وعشرين تجمعًا للراهبات الأفريقيات

## الحاضر
في عام 2013، كان عدد الأخوات البيض 750، وفي عام 2015، 727، تم تقسيم عددهن على ثلاثة في أقل من أربعين عامًا بسبب جفاف الدعوات الأوروبية. وبالتالي، فإن متوسط عمر الأخوات في بلجيكا (إحدى أكثر الدول المصدرة للاخوات البيض بعد فرنسا سابقًا) هو 82 عامًا في عام 2011 إنهن ينتمين إلى حوالي ثلاثين دولة (أوروبا، وأفريقيا، وأمريكا وآسيا)، وتتحد الآن «في مجتمعات دولية صغيرة وعابرة للقارات ومتعددة الثقافات». المهن (22 مبتدئًا في عام 2011، و 13 في عام 2016) أكثر المتاثرين بها الآن هم الافارقة بشكل رئيسي. تم انتخاب رئيسهم العام لمدة ست سنوات، تراستهم الأخت كارمن ساموت 22 من مالطا منذ 26 يوليو 2011. يقع منزلهن العام في روما. لتعزيز رسالتهن وتجنيد المتدينين وتنصير غير المسيحيين، قمن بفتح مقرات في بلدان مختلفة .

## التبشير
في عام 2013، من خلال العمل في 28 دولة، بما في ذلك 15 دولة أفريقية، انقسمت الراهبات الإرساليات لسيدة إفريقيا إلى ثلاث مقاطعات: أوروبا وإفريقيا وأمريكا إنهن يعملن بشكل رئيسي مع النساء والأطفال . يشاركون بشكل خاص مع النساء الأفريقيات في الكفاح من أجل كرامتهن (مكافحة الاتجار بالبشر في غانا). كان الحوار الإسلامي المسيحي جزءًا من اعمالهن منذ البداية . إنهن ينشرن، لكنهن يتعاملن أيضًا مع التعليم (محو الأمية، والتعليم والتدريب المهني للنساء)، والصحة، والخدمات للأشخاص الأكثر حرمانًا يتم إجراء القسم في واغادوغو في بوركينا فاسو للناطقين بالفرنسية وفي نيروبي في كينيا للمتحدثين باللغة الإنجليزية. ثم تستمر فترة الابتداء 18 شهرا . المبتدئون من المنصرين موجودون في أروشا، تنزانيا، للناطقين بللغة الإنجليزية، وبوبو ديولاسو في بوركينا فاسو، للناطقين بالفرنسية . إن المبتدئين الأفارقة في التكوين هم من جنسيات مختلفة . في عام 2016، انضم ما مجموعه 66 شخصا فقط .

## الروحانيات

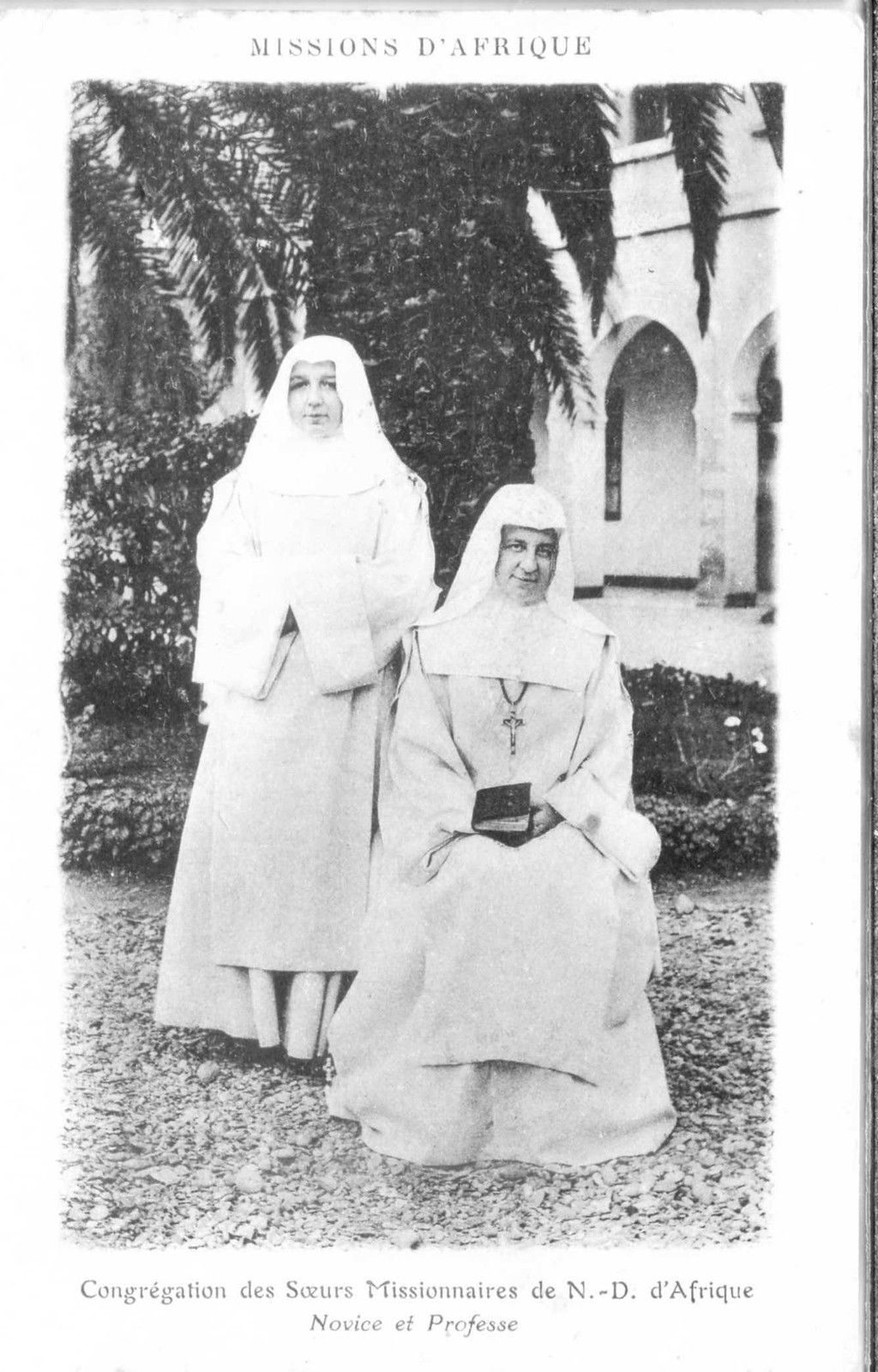
راهبتان مقيمتان في الجزائر

إن الراهبات الإرساليات لسيدة أفريقيا لديهن روحانية إغناطية في فرنسا، هم جزء من RJI (شبكة الشباب الإغناطي) ، التي تأسست عام 1984. وفي بلدان مختلفة، يقدمون أنشطة تبشيرية للشباب الذين تتراوح أعمارهم بين 18 و 35 عامًا: البقاء في إفريقيا لعيش تجربة تبشيرية في المجتمع، والمناسبات المسائية صلاة تبشيرية حول شاهد يشاركنا تجربته في بلد أجنبي ...

## العنف الجنسي
في عام 1998 ، كشفت الراهبة ماري ماكدونالد، رئيسة الراهبات الإرساليات لسيدة إفريقيا، عن وجود حالات اغتصاب للراهبات، واضطرت الحوامل إلى الإجهاض.